# David Vegara
David Vegara Figueras, né le 7 septembre 1966 à Barcelone, est un économiste et homme politique espagnol, membre du Parti des socialistes de Catalogne (PSC).
Homme d'affaires formé à l'économie à Barcelone et Londres, il est conseiller économique de Felipe González entre 1993 et 1995. Il est ensuite secrétaire d'État à l'Économie entre 2004 et 2009. Il est élu en 2008 député de Barcelone au Congrès mais n'y siège quasiment pas afin de rester secrétaire d'État.

## Jeunesse et formation
David Vegara Figueras naît le 7 septembre 1966 à Barcelone.
Il étudie les sciences économiques et de l'entreprise à l'université autonome de Barcelone, et complète son cursus à la London School of Economics.

## Vie professionnelle
La carrière de David Vegara commence à l'université Pompeu-Fabra de Barcelone, où il est d'abord professeur assistant, puis professeur associé. Il rejoint ensuite le secteur privé pour devenir économiste du département des Analyses de la Banco Sabadell.
En 1993, il est recruté au cabinet de la présidence du gouvernement espagnol, en qualité de conseiller au sein du département de l'Économie. Il y reste deux ans, puis rejoint la société InterMoney, où il est successivement sous-directeur des Analyses, puis directeur général, et enfin président.
Il est recruté en décembre 2009 par le Fonds monétaire international (FMI), pour occuper le poste de directeur adjoint du département pour l'Hémisphère ouest, s'occupant plus spécifiquement de l'Amérique du Sud. Il est désigné en septembre 2012 conseiller principal du Fonds européen de stabilité financière (EFSF) puis du Mécanisme européen de stabilité (MES), occupant la deuxième place dans la hiérarchie derrière le directeur général, Klaus Regling.
Il retrouve Banco Sabadell en avril 2015, en tant que membre du conseil d'administration. Devenu président non-exécutif de la commission de la gestion des risques, il est promu en février 2019 directeur de la gestion des risques, sous l'autorité de ladite commission.

## Parcours politique
Pour les élections au Parlement de Catalogne du 16 novembre 2003, David Vegara se présente sur la liste du Parti des socialistes de Catalogne (PSC) sous l'étiquette du parti Citoyens pour le changement (ca) (CpC). Il est nommé, en janvier 2004, secrétaire général du département de la Santé de la généralité de Catalogne.
Lors du Conseil des ministres du gouvernement Zapatero I du 19 avril 2004, il est nommé secrétaire d'État à l'Économie du ministère de l'Économie et des Finances.
Il est investi en janvier 2008 en troisième position sur la liste du Parti des socialistes de Catalogne dans la circonscription de Barcelone pour les élections générales du 9 mars, derrière les ministres Carme Chacón et Joan Clos. Reconduit comme secrétaire d'État, il renonce le 22 avril suivant à son mandat au Congrès des députés, son siège revenant à Román Ruiz.
Après que le deuxième vice-président du gouvernement et ministre de l'Économie et des Finances, Pedro Solbes, a été remplacé par Elena Salgado, David Vegara annonce le 9 avril 2009  sa démission, évoquant des « raisons personnelles ». Le gouvernement désigne l'universitaire José Manuel Campa (es) pour lui succéder lors du Conseil des ministres du 14 mai. David Vegara lui cède formellement ses fonctions quatre jours plus tard, en présence d'Elena Salgado et du ministre de l'Industrie, Miguel Sebastián.